# Arcidiocesi di Porto di Spagna
L'arcidiocesi di Porto di Spagna (in latino Archidioecesis Portus Hispaniae) è una sede metropolitana della Chiesa cattolica a Trinidad e Tobago. Nel 2023 contava 289.100 battezzati su 1.365.805 abitanti. È retta dall'arcivescovo Charles Jason Gordon.

## Territorio
L'arcidiocesi comprende il territorio della repubblica di Trinidad e Tobago.
Sede arcivescovile è la città di Porto di Spagna, dove si trova la cattedrale dell'Immacolata Concezione di Maria Vergine.
Il territorio si estende su 5.128 km² ed è suddiviso in 61 parrocchie.

### Provincia ecclesiastica
La provincia ecclesiastica di Porto di Spagna, istituita nel 1850, comprende le seguenti suffraganee:
- diocesi di Bridgetown (Barbados),
- diocesi di Georgetown (Guyana),
- diocesi di Paramaribo (Suriname),
- diocesi di Willemstad (ex Antille olandesi e Aruba).

## Storia
Il vicariato apostolico di Trinidad fu eretto il 23 febbraio 1818, ricavandone il territorio dalla diocesi di Santo Tomás de Guayana (oggi arcidiocesi di Ciudad Bolívar).
Il 10 gennaio 1837 cedette una porzione del suo territorio a vantaggio dell'erezione del vicariato apostolico di Giamaica (oggi arcidiocesi di Kingston in Giamaica). Il 12 aprile dello stesso anno cedette un'altra porzione di territorio a vantaggio dell'erezione del vicariato apostolico della Guyana britannica (oggi diocesi di Georgetown).
Il 30 aprile 1850 ha ceduto ancora parte del proprio territorio a vantaggio dell'erezione della diocesi di Roseau e contestualmente, in forza della bolla Universi Dominici gregis di papa Pio IX, il vicariato è stato elevato al rango di arcidiocesi metropolitana, inglobando anche il territorio della prefettura apostolica delle Indie occidentali, che fu soppressa.
Il 20 febbraio 1956 ha ceduto altre porzioni di territorio a vantaggio dell'erezione delle diocesi di Saint George's a Grenada e di Castries (oggi arcidiocesi).

## Cronotassi dei vescovi
Si omettono i periodi di sede vacante non superiori ai 2 anni o non storicamente accertati.
- James Buckley † (6 marzo 1819 - 26 marzo 1828 deceduto)
- Daniel McDonnell † (23 dicembre 1828 - 26 ottobre 1844 deceduto)
- Richard Patrick Smith † (26 ottobre 1844 succeduto - 6 maggio 1852 deceduto)
  - Sede vacante (1852-1855)
- Vincenzo Spaccapietra, C.M. † (17 aprile 1855 - 24 luglio 1859 dimesso[1])
- Ferdinand English † (28 settembre 1860 - 19 settembre 1862 deceduto)
- Joachim-Hyacinthe Gonin, O.P. † (2 giugno 1863 - 8 marzo 1889 deceduto)
- Patrick Vincent Flood, O.P. † (8 marzo 1889 succeduto - 17 maggio 1907 deceduto)
- John Pius Dowling. O.P. † (9 marzo 1909 - 6 giugno 1940 deceduto)
- Patrick Finbar Ryan, O.P. † (6 giugno 1940 succeduto - 24 maggio 1966 dimesso[2])
- Gordon Anthony Pantin, C.S.Sp. † (29 novembre 1967 - 11 marzo 2000 deceduto)
- Edward Joseph Gilbert, C.SS.R. (21 marzo 2001 - 26 dicembre 2011 ritirato)
- Joseph Everard Harris, C.S.Sp. (26 dicembre 2011 succeduto - 19 ottobre 2017 ritirato)
- Charles Jason Gordon, dal 19 ottobre 2017

## Statistiche
L'arcidiocesi nel 2023 su una popolazione di 1.365.805 persone contava 289.100 battezzati, corrispondenti al 21,2% del totale.
| anno | popolazione | popolazione | popolazione | presbiteri | presbiteri | presbiteri | presbiteri                | diaconi | religiosi | religiosi | parrocchie |
| anno | battezzati  | totale      | %           | numero     | secolari   | regolari   | battezzati per presbitero | diaconi | uomini    | donne     | parrocchie |
| ---- | ----------- | ----------- | ----------- | ---------- | ---------- | ---------- | ------------------------- | ------- | --------- | --------- | ---------- |
| 1950 | 280.000     | 750.000     | 37,3        | 110        | 8          | 102        | 2.545                     |         | 68        | 212       | 63         |
| 1966 | 299.649     | 827.957     | 36,2        | 136        | 18         | 118        | 2.203                     |         | 51        | 255       | 59         |
| 1968 | 350.000     | 1.035.000   | 33,8        | 136        | 20         | 116        | 2.573                     |         | 150       | 281       | 59         |
| 1974 | 370.000     | 1.101.824   | 33,6        | 129        | 17         | 112        | 2.868                     |         | 150       | 250       | 61         |
| 1980 | 370.000     | 1.102.000   | 33,6        | 115        | 23         | 92         | 3.217                     | 1       | 123       | 194       | 59         |
| 1990 | 400.000     | 1.235.400   | 32,4        | 117        | 35         | 82         | 3.418                     |         | 113       | 176       | 61         |
| 1999 | 395.000     | 1.250.000   | 31,6        | 90         | 43         | 47         | 4.388                     |         | 71        | 182       | 62         |
| 2000 | 395.000     | 1.250.000   | 31,6        | 106        | 39         | 67         | 3.726                     |         | 82        | 149       | 61         |
| 2001 | 383.302     | 1.277.675   | 30,0        | 110        | 44         | 66         | 3.484                     |         | 80        | 175       | 61         |
| 2002 | 383.302     | 1.277.675   | 30,0        | 112        | 42         | 70         | 3.422                     |         | 85        | 149       | 61         |
| 2003 | 383.302     | 1.277.675   | 30,0        | 116        | 44         | 72         | 3.304                     |         | 86        | 149       | 61         |
| 2004 | 383.302     | 1.277.675   | 30,0        | 121        | 45         | 76         | 3.167                     |         | 94        | 147       | 61         |
| 2010 | 340.000     | 1.310.000   | 26,0        | 106        | 46         | 60         | 3.207                     |         | 76        | 142       | 61         |
| 2013 | 351.000     | 1.353.000   | 25,9        | 104        | 44         | 60         | 3.375                     | 20      | 66        | 144       | 61         |
| 2016 | 291.528     | 1.349.667   | 21,6        | 106        | 46         | 60         | 2.750                     | 19      | 70        | 138       | 62         |
| 2019 | 285.671     | 1.349.667   | 21,2        | 88         | 44         | 44         | 3.246                     | 19      | 57        | 114       | 62         |
| 2021 | 289.270     | 1.366.725   | 21,2        | 90         | 53         | 37         | 3.214                     | 15      | 52        | 106       | 61         |
| 2023 | 289.100     | 1.365.805   | 21,2        | 89         | 54         | 35         | 3.248                     | 31      | 48        | 106       | 61         |